# 蕭基
萧基（？—？），字如城，江西吉安府泰和縣南溪柳塘人。

## 生平
万历三十七年（1609年）己酉科江西乡试举人，四十一年（1613年）癸丑科進士，泰昌元年（1620年）十月考选，授兵科给事中，极论阅臣姚宗文之罪，又参其排挤熊廷弼之罪，天啓二年六月疏劾兵部尚书张鹤鸣，大略谓鹤鸣党王化贞而力为主战，令之不受经略节制；讐熊廷弼而不与关上兵，且挠其三方布置，封疆破坏，三人同罪。五年二月，升兵科右给事中，八月出为浙江巡海道副使。崇祯元年，闽盗攻昌国、石蒲、爵溪诸处，基亲督兵破之，贼遁，郡境无虞。改苏松兵备副使，三年升湖广布政司右参政。